# Список родов принцев России
Спи́сок родо́в при́нцев Росси́и.
В список включены:
- российские рода и лица, получившие достоинство принцев иностранных государств;
- российские подданные, носившие титул принца;
- иностранные принцы, принявшие российское подданство;
- иностранные принцы, состоявшие на русской службе, но в российское подданство не вступавшие.

## Роды принцев Российской Империи (в порядке пожалования)
| Дата пожалования титула                                 | Титул                                                                                                | Кто жалован | Примечания |
| ------------------------------------------------------- | --- | --- | --- |
| до 1729                                                 | Принцы Меншиковы                                                                                     | Дети князя Александра Даниловича Меншикова (1673-1729): Пётр-Лука (1709-1712), Мария (1711-1729), Александра (1712-1736) и Александр (1714-1764) Александровичи Меншиковы | «...дети его (А.Д. Меншикова) обыкновенно назывались не князьями, а “принцами”» . Лишены титулов 9 сентября 1727 г. В 1731 г. Высочайшим указом А.А. Мешиковой и А.А. Меншикову возвращено только княжеское достоинство. Род угас в сентябре 1893 г. |
| не ранее 8 января 1767                                  | Принцесса Барятинская                                                                                | Екатерина Петровна Гольштейн-Бекская (1750—1811) | Урождённая принцесса Катарина фон Гольштейн-Бек (нем. Prinzessin Katharina von Holstein-Beck), дочь принца Петра-Августа-Фридриха Гольштейн-Бекского (1696-1775); с 8 января 1767 г. супруга князя Ивана Сергеевича Барятинского (1738-1811). В браке именовалась не княгиней, а принцессой. Умерла 10 декабря 1811 г., а потомство её существует (). |
| 4 июля 1798                                             | Принц Савойского дома (итал. Principe della Casa di Savoia)                                          | Граф Александр Васильевич Суворов-Рымникский (1730-1800) | Пожалован грамотой короля Карла-Эммануила II Сардинского 1796-1802 ( (недоступная ссылка)), одновременно со званием великого маршала Пьемонтского и титулом «кузена короля».. "Давая разрешение Суворову на принятие такого титула, Павел I разъяснял, что «через это» Суворов «и ему войдёт в родство… потому что владетельные особы между собою все почитаются роднёй». По данным титулы принца и кузена короля были пожалованы Суворову наследственно с правом перехода к старшему сыну, однако по данным "принцем королевской крови Сардинского королевства был А. В. Суворов, но его сыну Аркадию этот титул передан не был. Род угас в сентябре 1893 г. (в женском поколении в 1927 (1928) г.). |
| 14 августа 1886                                         | Принцы Персидские (I) с титулованием Светлости и Сиятельства                                         | Сыновья Риза-Кули-Мирзы принца Персидского (1837-1894), 4-го сына Бахман Мирзы: Акбер Мирза (?-до1937), Фатали Мирза и Александр Петрович (1870 (1869)-не ранее 1941)     | Высочайшим повелением «всем сыновьям Персидского принца, генерал-майора Риза-Кули-Мирза присвоен титул Светлости, с тем чтобы в потомстве их титул этот переходил только к старшему в роде каждого из них, а остальные именуемы были титулом Сиятельства» (70-71 (недоступная ссылка)). Род существующий (). |
| 2 декабря 1886                                          | Принцы Персидские (II) с титулованием Светлости и Сиятельства                                        | Сыновья Бахман Мирзы принца Персидского (1811-1884), сына | Принц Бахман Мирза, внук Фетх Али-шаха (1772-1834) шаха Персии (1797-1834) из династии Каджаров и сын принца Аббас-Мирзы (1789-1833), постоянно жил в России с мая 1848 г. и имел от 16 жён 34 сына (большинство из которых состояло на русской службе) и 30 (или 32) дочери. Высочайшим повелением «из сыновей... Персидского принца Бехмена-Мирзы титул Светлости предоставлен только старшему в роде, а остальных повелено именовать титулом Сиятельства» (70-71 (недоступная ссылка)). Род существующий (). |
| 11 октября 1907                                         | Принц Персидский (III) с титулованием Светлости                                                      | Шафи Хан Персидский (1853-1909) | Внуку Бахман Мирзы принца Персидского (единственному сыну его второго сына Джалал уд-дина Мирзы) генерал-майору Шафи-Хан Персидскому предоставлено лично титулование Светлости. Его единственный сын был известен под титулом принц Фазул-Мирза Каджар. Род угас в 1920 г. со смертью последнего (). |
| 31 августа 1911 (в Испании) и 2 октября 1916 (в России) | Принц Анжуйский (исп. Principe D’Anjou) с титулованием Высочество                                    | Василий Алексеевич Дурасов (1887-1971) | Добился признания своего происхождения от герцогов Дураццо (ветви французского Анжу-Сицилийского дома, владевшего Дураццо в 1268-1333 гг., но, как полагают, угасшего 19 сентября 1356 г.), что в 1911 г. было официально подтверждено королём Альфонсом XIII Испанским, признавшим за ним титулы Принца Анжуйского, Герцога де Дураццо, Графа де Гравина и де Альба, Господина чести горы Святого Ангела (исп. Principe D’Anjou, Duque de Durazzo, Conde de Gravina y de Albe, Senor de Onor del Monte Sant’Angelo) с именем Базилио Д’Анжу Дурассов (исп. Basilio D’Anjou Durassow). Титул и герб признаны английской Геральдической Коллегией 6 марта 1914 г. В России Высочайшим повелением 14 апреля 1916 г. ему было дозволено пользоваться фамилией Дурасов-Дураццо-Анжуйский (без титула принца и герцога), а 2 октября 1916 г. – титулом Принц Анжуйский Герцог де Дураццо с титулованием Высочество (Handbuch des Adels (1953) (недоступная ссылка)). Подтверждения также были получены от папы римского (1911), от Палаты депутатов Неаполя (1912) и во Франции (1921) . Титул угас с его беспотомственной смертью 3 января 1971 г.. |
| 12 июня 1914                                            | Принцесса Мюрат (фр. Princesse Murat) с титулованием Её Высочество (фр. Altesse)                     | Антуанетта-Каролина-Катерина-Гортензия Мюрат Принцесса Мюрат (1879-1954)                                                                                                  | Титул принца Французской империи с титулованием Императорское Высочество (фр. Son Altesse Impériale prince français) пожалован 1 февраля 1805 г. Наполеоном I Мюрату. Его правнучка, единственная дочь Его Высочества принца Шарля-Луи-Наполеона-Ашиля Мюрат (1847-1895), получившего титулование Высочества от Наполеона III в 1868 г., и его жены Саломэ Давидовны Дадиани (1848-1913), родилась в Зугдиди и постоянно проживала в России; вступила в русское подданство с правом сохранить принадлежащий ей с рождения титул принцессы Мюрат. Умерла, не вступив в брак 22 января 1954 г. (). |
| 23 августа 1914                                         | Принцесса Саксен-Альтенбургская (нем. Prinzessin von Sachsen-Altenburg) с титулованием Её Высочество | Елена Георгиевна вдовствующая принцесса Саксен-Альтенбургская (1857-1936)                                                                                                 | Урождённая Хелена-Мария-Александра-Елизавета-Августа-Катерина герцогиня Мекленбург-Стрелицкая. С 13 декабря 1891 г. супруга Альберта принца Саксен-Альтенбургского герцога Саксонского. После его смерти 22 мая 1902 г. вернулась в Россию и вступила в 1914 г. в русское подданство с правом носить принадлежащий ей титул принцессы. Титул угас с её беспотомственной смертью 28 декабря 1936 г. |

## Принцы, состоявшие на русской службе, но не вступавшие в русское подданство
| Дата пребывания в русской службе | Титул | Кто жалован | Примечания |
| -------------------------------- | --- | --- | --- |
| 1808-1917                        | Герцог (в России - Принц) Ольденбургский (нем. Herzog von Oldenburg) с титулованием Императорское Высочество | Его Императорское Высочество Петер-Фридрих-Георг (Георгий Петрович) Герцог Ольденбургский (1784-1812) и его потомство | Постоянно проживавшие в России с 1808 г. и состоявшие на русской службе представители младшей линии Великогерцогского Ольденбургского дома. В России именовались принцами Ольденбургскими с титулованием Императорское Высочество, полученным 18 апреля 1809 г. Род угас 6 сентября 1932 г. |
| 1851-1917                        | Герцог (в России - Принц) Мекленбург-Стрелицкий (нем. Herzog von Mecklenburg-Strelitz)                       | Георг-Август-Эрнест-Адольф-Карл-Людвиг Герцог Мекленбург-Стрелицкий (1824-1876) и его дети                            | Постоянно проживавшие в России и состоявшие с 1851 г. на русской службе представители младшей линии Великогерцогского Мекленбург-Стрелиц дома. В России именовались принцами Мекленбург-Стрелицкими. В начале XX в. двое из них (Михаил Георгиевич и его сестра Елена Георгиевна) вступили в русское подданство (см. выше). Род угас 6 декабря 1934 г. (в женском поколении 28 августа 1936 г.). |